# Episodi di Sophie Cross - Verità nascoste (seconda stagione)
La seconda stagione della serie televisiva drammatica franco-tedesca-belga Sophie Cross - Verità nascoste (Sophie Cross), composta da 3 episodi da 90 minuti ciascuno, è stata trasmessa in Belgio su La Une dal 15 al 29 novembre 2023, in Francia è stata trasmessa su France 3 dal 31 ottobre al 14 novembre 2023, mentre la trasmissione in Germania su Das Erste con il titolo di Gefährliche Dünen è inedita.
In Italia la stagione è andata in onda in prima serata su Rai 1 dal 16 al 30 luglio 2024.
| nº | Titolo francese       | Titolo italiano | Prima TV       | Prima TV         | Prima TV       | Prima TV |
| nº | Titolo francese       | Titolo italiano | Belgio         | Francia          | Italia         | Germania |
| -- | --------------------- | --------------- | -------------- | ---------------- | -------------- | -------- |
| 1  | Sans laisser de trace | Episodio 1      | 15 giugno 2023 | 31 ottobre 2023  | 16 luglio 2024 | inedita  |
| 2  | Médaille d'or         | Episodio 2      | 22 giugno 2023 | 7 novembre 2023  | 23 luglio 2024 | inedita  |
| 3  | Casino Royal          | Episodio 3      | 29 giugno 2023 | 14 novembre 2023 | 30 luglio 2024 | inedita  |

## Episodio 1
- Titolo francese: Sans laisser de trace
- Diretto da: Adeline Darraux
- Scritto da: Paul Piedfort

### Trama
- Altri interpreti: Olivier Soler (avvocato Olivier Marchand), Lila Guiraud (Rose Jansen), Olivier Massart (Daniel Merieux), Nadia Fossier (Nadia Merieux), Félix Barel (Jonas Merieux).
- Ascolti Belgio: telespettatori 188 892[9].
- Ascolti Francia: telespettatori 3 255 000 – share 16,8%[10].
- Ascolti Italia: telespettatori 1 379 000 – share 10,10%[11].

## Episodio 2
- Titolo francese: Médaille d'or
- Diretto da: Adeline Darraux
- Scritto da: Paul Piedfort

### Trama
- Altri interpreti: Michel de Warzée (Jasper Vitock), Marcel Gonzales (Alain Peeters), Bérénice Baôo (Christiane Peeters), Daniel Njo Lobé (Bertrand Tillie), Lisa Do Couto Teixeira (Sarah Tillie).
- Ascolti Belgio: telespettatori 233 799[12].
- Ascolti Francia: telespettatori 3 654 000 – share 17,7%[13].
- Ascolti Italia: telespettatori 1 502 000 – share 10,80%[14].

## Episodio 3
- Titolo francese: Casino Royal
- Diretto da: Adeline Darraux
- Scritto da: Paul Piedfort

### Trama
- Altri interpreti: Smadi Wolfman (Sybille Blondel), Yris Jacqmin (Valérie Caron), Amélie Colonello (Fanny Lopez), Charlie Dupont (Cyril Damien).
- Ascolti Belgio: telespettatori 222 623[15].
- Ascolti Francia: telespettatori 3 942 000 – share 20,1%[16].
- Ascolti Italia: telespettatori 1 156 000 – share 7,90%[17].